# Poldark (serie televisiva 1975)
Poldark (titolo alternativo: La saga dei Poldark) è una serie televisiva britannica, prodotta dal 1975 al 1977 dalla BBC in collaborazione con la Lionheart Television International e la London Film Productions e basata sulla serie di romanzi di Winston Graham (1908-2003).

Protagonista, nel ruolo di Ross Poldark, è l'attore Robin Ellis. Tra gli altri interpreti principali, figurano inoltre Angharad Rees, Jill Townsend, Ralph Bates e Frank Middlemass.
La serie, basata in particolare sui primi sette dei romanzi scritti da Graham (Ross Poldark del (1945), Demelza del 1946, Jeremy Poldark del 1950, Warleggan del 1953, La luna nera del 1973, I quattro cigni del 1976 e La furia della marea del 1977) si compone di due stagioni, una prodotta nel 1975 (basata sui primi quattro romanzi), l'altra nel 1977, composte rispettivamente da 16 e da 13 episodi.
La serie andò in onda in oltre 40 Paesi ed è stata una delle serie televisive britanniche di maggiore successo di tutti i tempi.

In Gran Bretagna, fu trasmessa dalla BBC: la prima stagione andò in onda dal 5 ottobre 1975 al 18 gennaio 1976, la seconda dall'11 settembre al 4 dicembre 1977.
In Italia, fu trasmessa per la prima volta dalla Rete 2 in prima serata nel 1978: la prima puntata andò in onda il 30 giugno di quell'anno. La serie è stata poi replicata nei primi anni ottanta da Canale 5.; su Rai 2 fu replicata per il ciclo "Due e Simpatia. Uno sceneggiato al giorno", a cura di Anna Giolitti e Letizia Solustri, dal 3 settembre 1984.

## Trama
Le vicende sono ambientate in Cornovaglia, nel sud-ovest dell'Inghilterra, tra la fine del XVIII secolo e l'inizio del XIX secolo e ruotano attorno alla figura di Ross Poldark, un ufficiale dell'esercito britannico.

### Prima stagione
È il 1783 quando il capitano Ross Poldark fa il proprio ritorno in patria dopo aver combattuto per il suo Paese nella Guerra d'indipendenza americana. Al suo ritorno, scopre che durante la sua lunga assenza molte cose sono cambiate: suo padre è morto ed egli stesso era creduto morto da tutti, tanto che la tenuta di sua proprietà, la "Nampara"; è stata lasciata cadere in rovina e la donna che ama, Elizabeth Chynoweth si è fidanzata con suo cugino Francis.
Ross si deve pertanto rimboccare le maniche e rimette in funzione la propria miniera di stagno, ma deve sopportare le angherie del ricco e dispotico George Warleggan.

Tenta anche di riconquistare il cuore di Elizabeth, ma invano, perché quest'ultima - nonostante sia ancora innamorata di Ross - preferisce sposare il più ricco cugino.
Ross si consola così tra le braccia della sua giovane governante Demelza, che - dopo essere rimasta incinta - diventa sua moglie. Demelza dà alla luce Julia, che però morirà dopo aver contratto una malattia infettiva.
In seguito, Elizabeth perde in circostanze tragiche il marito, che annega nei pressi di una miniera di rame.

Rimasta vedova, la donna accetta la proposta di matrimonio del tirannico George Warleggan.

### Seconda stagione
Al ritorno dalla Francia, dove ha partecipato ad alcuni combattimenti, Ross Poldark scopre che la tenuta di proprietà dell'anziana zia Agatha è finita sotto il controllo di Elizabeth e di suo marito George Warleggan e che quindi non ha più il permesso di accedervi.

Nel frattempo, Elizabeth ha dato alla luce un bimbo, Valentine, che il marito sospetta essere in realtà figlio di Poldark, anche perché nato prematuro.
In seguito, Ross fa ritorno in Francia, per liberare il Dottor Enys, caduto prigioniero: viene però arrestato dalle truppe nemiche con l'accusa di spionaggio e salvato in extremis prima che un plotone d'esecuzione esegua la sentenza di condanna a morte. La liberazione di Enys avverrà solo in un secondo momento.
Nel frattempo, Ross incontra nuovamente Elizabeth e Demelza prova quindi, riuscendovi, ad ingelosirlo. Ross affronta infatti in duello un uomo che aveva insidiato la moglie, uccidendolo: rischia però di finire dietro le sbarre, essendo i duelli vietati dalla legge.
Qualche tempo dopo, Elizabeth rimane incinta di George Warleggan e, una volta giunta al settimo mese, per fugare ogni ombra di sospetto sulla precedente gravidanza e far credere al marito di essere soggetta ai parti prematuri, ingerisce un farmaco che induce le contrazioni. Elizabeth partorisce una bambina, che viene chiamata Ursula, ma paga con vita la scelta di usare quel farmaco che i medici le avevano sconsigliato.

Ross, disperato per la perdita della donna che un tempo aveva amato, viene consolato da Demelza.

## Produzione e backstage
La serie è stata girata in vari luoghi della Cornovaglia, quali il fiume Fowey, Lamorna (in particolare, presso Lamorna Cove), Land's End, Lanhydrock (con Lanhydrock House) Lostwithiel, Luxulyan, la Mount's Bay, Mousehole, Newlyn, Pendeen, Pentireglaze, Perranporth, Port Isaac, Port Quin, Porthcurno, Portholland, St Agnes, St Mawes (in particolare, presso il Castello di St Mawes), Trewellard (in particolare presso la Levant Mine), ecc.

## Episodi
| Stagione         | Puntate | Prima TV originale | Prima TV Italia |
| ---------------- | ------- | ------------------ | --------------- |
| Prima stagione   | 16      | 5 ottobre 1975     | 30 giugno 1978  |
| Seconda stagione | 13      | 11 settembre 1977  | 7 dicembre 1980 |

## Musiche
I temi musicali della serie sono stati composti da Kenyon Emrys-Roberts (1923 – 1998).

## Sequel
Una sorta di sequel della serie televisiva è rappresentato dal film TV del 1996 Poldark, basato sull'ottavo dei romanzi di Graham sulla saga dei Poldark, Lo straniero venuto dal mare: qui ritroviamo alcuni dei personaggi a dieci anni di distanza rispetto alle vicende narrate dalla serie televisiva.

## Remake
Un remake della serie originale è stato trasmesso in otto puntate dalla BBC a partire dall'8 marzo 2015, e in seguito negli Stati Uniti dalla PBS dal giugno 2015. Il ruolo di Ross Poldark è interpretato da Aidan Turner, quello di Demelza da Eleanor Tomlinson e quello di Elisabeth da Heida Reed.